# 闘茶
闘茶（とうちゃ）とは、茶の点て方や、茶を飲んで香りや味から産地を推測するなどして、勝敗を競う遊び。中世から近世にかけて流行した。日本では回茶、飲茶勝負、茶寄合、茶湯勝負、貢茶などとも呼ばれ、現代でも茶の産地を鑑定する「茶歌舞伎」が行われている。中国では茗茶、銘闘などの異名がある。
中国の唐代に始まって宋代に発展したと考えられているが、日本に伝来後は中国・日本ともにそれぞれ独自の形式を確立させた。

## 中国
宋代の一つの遊戯として茶比べが行われ、「闘茶」「闘試」「茗戦」などと呼ばれた。
蔡襄の『茶録』には、茶を点てて茶碗に水の跡が先に付いたのが負けで長く水の跡が付かないのを勝ちとした遊戯が伝えられている。
他に、茶に上・次の等級をつけて茶の良否を争う茶比べや、茶の味と香りを競う闘茶の記録がある。茶の序列の付け方には一定の基準があったようである。
宋代には白茶が尊ばれるようになり、茶を点てた時の湯の色の白さを競うものもあった。この白茶は現代の中国茶の分類の一つである白茶とは異なる、宋代独特のものである。

## 日本
日本において本格的に喫茶が行われるようになったのは、鎌倉時代に入ってからである。後期に入ると各地で茶樹の栽培が行われるようになったが、産地間で品質に差があった。最高級とされたのは京都郊外の栂尾（とがのお）で産出された「栂尾茶」で、特に本茶と呼ばれ、それ以外の地で産出された非茶などと区別された。最初の闘茶も本茶と非茶を飲み分ける遊びとして始められた。
闘茶の最も早い例の一つとしては、鎌倉時代最末期『花園院宸記』元亨四年十一月朔日条（1324年11月18日）に記される、後醍醐天皇の無礼講で開催された茶会がおそらく闘茶であると考えられる。闘茶であると明言された確実な史料上の初見は、その8年後の『光厳天皇宸記』正慶元年6月5日（1332年6月28日）条で、光厳天皇が廷臣たちと「飲茶勝負」を行ったことが記されている部分である。また、『太平記』には、佐々木道誉が莫大な景品を賭けて「百服茶」を開いたことが記されている。こうした流行に対して「群飲逸遊」という倫理面での批判や闘茶に金品などの賭け事が絡んだこともあり、建武政権時代の二条河原落首では闘茶の流行が批判され、『建武式目』にも茶寄合（闘茶）禁止令が出されているほどである。
闘茶の方法には複数あり、当初は本茶と非茶を二者択一で選択する単純なものであった。後に宇治の茶の質が向上して宇治茶が栂尾茶と並んで本茶として扱われるようになり、その方法も複雑化していった。闘茶の全盛期であった南北朝時代から室町時代初期にかけて最も盛んに行われたのが、四種十服茶（ししゅじつぷくちゃ）であった。これは、種茶と呼ばれる3種類と客茶と呼ばれる1種類の計4種類を用いるもので、まず種茶を点てた3つに「一ノ茶」「二ノ茶」「三ノ茶」と命名して、参加者にそれぞれ試飲させて味と香りを確認させる。次に種茶3種類からそれぞれ3つの袋、試飲に出さなかった客茶1種類から1つの袋の合計10袋の茶袋を作り、そこから点てた10服分の茶を順不同に参加者に提供してこれを飲ませる。参加者は10服の茶が最初に試飲した「一ノ茶」「二ノ茶」「三ノ茶」のうちのどれと同じものか、はたまた客茶であるかを回答し、その正解が最も多いものが勝者となる。時にはこれを複数回行う場合もあり、前述の佐々木道誉の「百服茶」（「百種茶」とも）とは10回分の勝負を行った（10服×10回＝100服）もので、こうした大規模なものになると夜を徹することもあったという。これ以外にも闘茶の方法として「二種四服茶」「四季茶」「釣茶」「六色茶」「系図茶」「源氏茶」などがあった。
だが、東山文化へと移行していく15世紀中頃からこうした闘茶は衰退の様相を見せ、更に村田珠光、武野紹鴎、千利休によって侘び茶が形成されていくと、闘茶は享楽的な娯楽・賭博として茶道から排除されるようになっていった。それでも、闘茶は歌舞伎者らによって歌舞伎茶（茶歌舞伎）として愛好され続け、また侘び茶側でも茶の違いを知るための鍛錬の一環として闘茶を見直す動きが現れた。17世紀に作成された『千家七事式』には「茶カフキ」として取り上げられて闘茶も茶道の一部として編入されることとなった。
現代の茶歌舞伎では、出された5種類の茶に対して一杯ずつ産地を回答することを求められ、後で訂正できないルールである。
群馬県中之条町には「白久保のお茶講」の習俗が残り、国の重要無形民俗文化財に指定されている。